# Дифлуородихлорометан
Дифлуородихлоромета́н (дихлородифторометан, Фреон-12, R-12) — фреон CCl2F2, холодоагент. Виробництво було заборонено в багатьох країнах з 1994 року, оскільки вважається, що цей фреон призводить до руйнування озонового шару.

## Використання
Використовується як холодильний агент і в якості пропеленту в аерозольних балонах.
Дифлуордихлорметан володіє високою озоноруйнівною активністю. Тому його виробництво і використання обмежено Монреальським протоколом. До 1994 року був в основному замінений тетрафлуоретаном (R-134a).